# Sektor publiczny
Sektor publiczny – ogół podmiotów gospodarki narodowej grupujących własność państwową (Skarbu Państwa i państwowych osób prawnych), własność jednostek samorządu terytorialnego lub samorządowych osób prawnych oraz „własność mieszaną” z przewagą kapitału (mienia) podmiotów sektora publicznego.
W Polsce w myśl ustawy z dnia 27 sierpnia 2009 r. o finansach publicznych do sektora finansów publicznych zalicza się:
- organy władzy publicznej, w tym organy administracji rządowej, organy kontroli państwowej i ochrony prawa oraz sądy i trybunały
- jednostki samorządu terytorialnego oraz ich związki
- jednostki budżetowe
- samorządowe zakłady budżetowe
- agencje wykonawcze
- instytucje gospodarki budżetowej
- państwowe fundusze celowe
- Zakład Ubezpieczeń Społecznych i zarządzane przez niego fundusze oraz Kasa Rolniczego Ubezpieczenia Społecznego i fundusze zarządzane przez Prezesa Kasy Rolniczego Ubezpieczenia Społecznego
- Narodowy Fundusz Zdrowia
- samodzielne publiczne zakłady opieki zdrowotnej
- uczelnie publiczne
- Polską Akademię Nauk i tworzone przez nią jednostki organizacyjne
- państwowe i samorządowe instytucje kultury oraz państwowe instytucje filmowe
- inne państwowe lub samorządowe osoby prawne utworzone na podstawie odrębnych ustaw w celu wykonywania zadań publicznych, z wyłączeniem przedsiębiorstw, instytutów badawczych, banków i spółek prawa handlowego.

Aktywność sektora publicznego opiera się przede wszystkim na zapewnieniu obywatelom pomocy społecznej, gwarantowaniu bezpieczeństwa narodowego i planowaniu zagospodarowania przestrzeni.
Do najważniejszych form organizacyjno-prawnych sektora publicznego należą:
- jednostki budżetowe
- samorządowe zakłady budżetowe
- agencje wykonawcze
- instytucje gospodarki budżetowej
- państwowe fundusze celowe.